# B.I.B.S.
B.I.B.S., a.s. (dříve vystupovala pod názvem Brno International Business School, později jako BIBS – vysoká škola) byla mezi lety 2005-2018 soukromá vysoká škola se zastoupením v Praze, Brně, Ostravě a také na Slovensku v Bratislavě, která poskytovala britská, finská a česká ekonomicko-manažerská a právnická vysokoškolská studia.

## Historie
Vysoká škola byla založena v roce 1998 partnerskými subjekty z Velké Británie, Itálie a České republiky. V roce 2009 dle sdružení CAMBAS na BIBS studovalo 568 studentů manažerského MBA programu, škola tak byla největším poskytovatelem tohoto programu.
Celkem měla škola 1409 studentů bakalářských studijních programů. Český bakalářský studijní program studovalo 307 z nich. Celkový počet zahraničních i českých studentů byl 2700. V roce 2005 získala BIBS - vysoká škola i statut soukromé vysoké školy dle českého práva. V roce 2011 se BIBS - vysoká škola stala členem AMSP ČR.
Hlavními a klíčovými partnery BIBS byly britské univerzity Staffordshire University a Nottingham Trent University, tyto byly poskytovateli licencí na výuku většiny vysokoškolských programů vysoké školy (BA (Hons), MSc, MBA, LLM). V roce 2009 byla zahájena spolupráce s finskou University of Jyväskylä při poskytování mezinárodního doktorského programu pro podnikatele a manažery. V roce 2011 škola změnila vizuální styl a přechází tak na nové logo, autory vizuálního stylu jsou kreativci z agentury MARCO BBN.
Ke dni 14. srpnu 2018 škole byl odejmut státní souhlas k oprávnění působit jako soukromá vysoká škola. Na společnost B.I.B.S., a.s. byl podán návrh na konkurs.

## Poskytované studijní programy

### Bakalářské
- Globální Bachelor of Business Administration BBA

### Magisterské
- britský MSc in Business Management Studies
- britský MSc in Law and Business Management Studies
- britský LLM in Czech Commercial Law in the EU

### Manažerské
- MBA Senior Executive
- MBA Senior Executive – IS/IT Route

### Doktorské
- Doctor of Business Administration
- More than a research center BBIS

### Krátkodobé manažerské kurzy
Kromě studijních programů poskytuje BIBS - vysoká škola možnost absolvovat manažerské kurzy strategického řízení.
Jsou rozděleny podle profesního zaměření, v nabídce jsou Kurz Strategického řízení marketingu, zdravotnických zařízení, lidských zdrojů, procesů výroby a služeb, firemních financí, firemních informací, nákupu.

## Absolventi
- MUDr. Vít Němeček, MBA, ředitel nemocnice Jablonec nad Nisou
- Ing. Tomáš Vican, MBA, majitel Vinné galerie, producent, lektor B.I.B.S.
- MUDr. Tomáš Julínek, MBA, bývalý ministr zdravotnictví
- PhDr. Richard Svoboda, MBA, senátor a bývalý primátor města Brna
- Prof. MUDr. Tomáš Zima, DrSc., MBA, děkan 1. Lékařské fakulty UK
- Ing. Daniel Beneš, MBA, generální ředitel a předseda představenstva společnosti ČEZ
- Ing. Plk. Roman Mikulec, Msc, 19. ministr vnitra SR